# Correo Central de Santiago
El Correo Central de Santiago es uno de los edificios que alberga las oficinas centrales de Correos de Chile. Se encuentra en el costado norte de la Plaza de Armas de Santiago, en la esquina de las calles Catedral y Puente, a un costado del Palacio de la Real Audiencia de Santiago, sede del Museo Histórico Nacional. En el terreno del edificio había funcionado anteriormente el Palacio de los Gobernadores, que hasta 1846 había sido la residencia de los presidentes antes de trasladarse al Palacio de La Moneda. 
El primer edificio del Correo Central fue construido en el año 1882 por el arquitecto Ricardo Brown sobre los cimientos del antiguo Palacio de los Gobernadores, que fue dañado por un incendio en 1881. En 1908, el arquitecto Ramón Feherman transformó la fachada, adoptando un estilo de influencia francesa. En el año 1976 fue declarado Monumento Histórico, y desde 1987 albergaba en su segundo piso al Museo Postal y Telegráfico, trasladándose a la planta baja en 2004.

## Historia

### Palacio de los Gobernadores

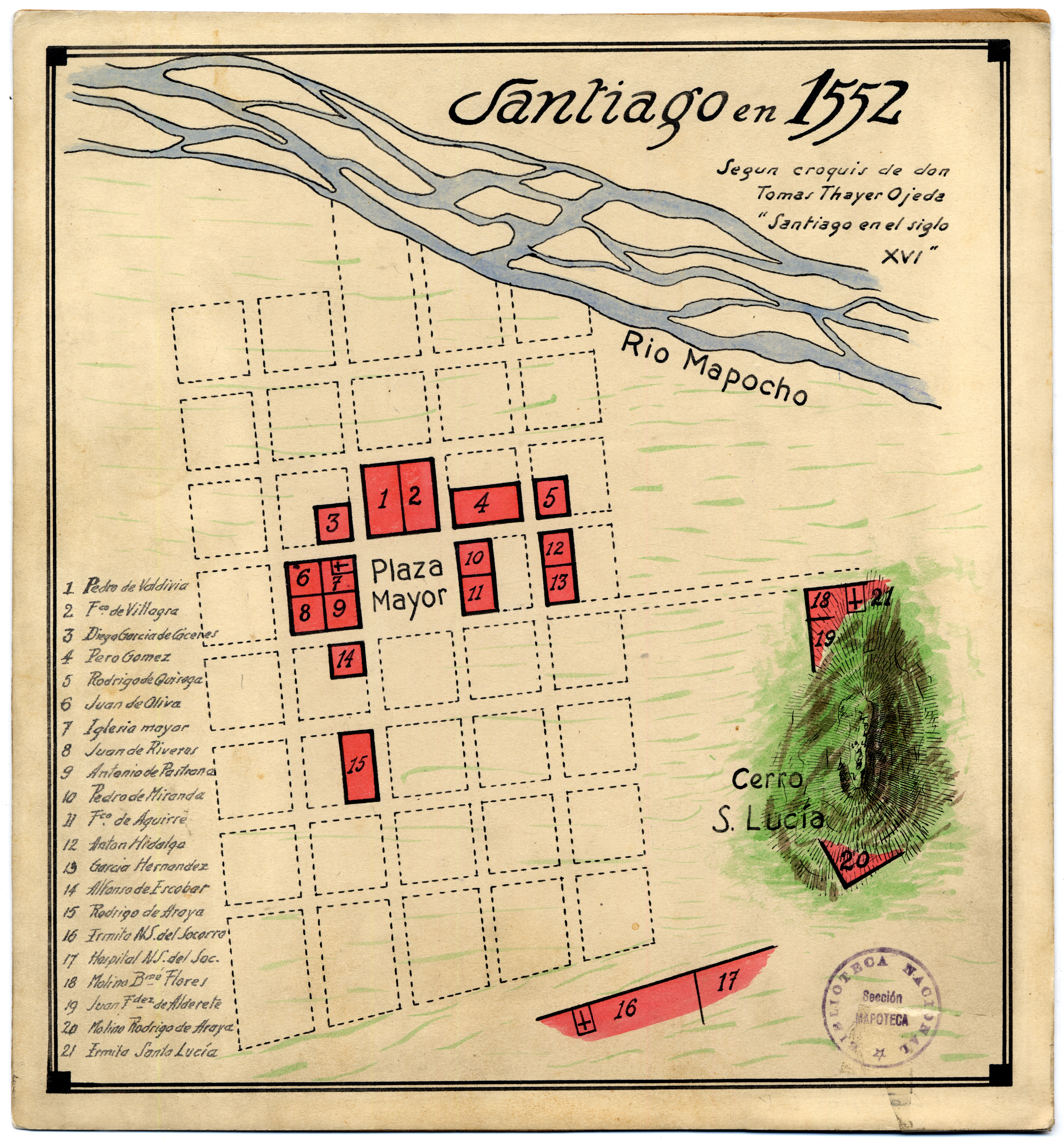
Mapa de Santiago en 1552. El solar perteneciente a Pedro de Valdivia se encuentra en el costado norte de la Plaza de Armas.

La ubicación del edificio es una de las más destacadas de la ciudad, pues desde la llegada de los españoles a la región este sitio fue de significativa importancia para los conquistadores, quienes luego de decidir el lugar donde se encontraría la Plaza, dispusieron a su alrededor los edificios y viviendas más relevantes para la nueva ciudad.
El predio en el que se encuentra esta construcción fue concedido inicialmente al conquistador Pedro de Valdivia, sin embargo, después de su muerte en 1553, el solar fue dividido en tres, situándose en él el Palacio del Gobernador, donde actualmente se ubica el Correo Central; la Real Audiencia y Cajas Reales, donde se encuentra el Museo Histórico Nacional; y el Cabildo Colonial, terreno que actualmente es sede de la Ilustre Municipalidad de Santiago.

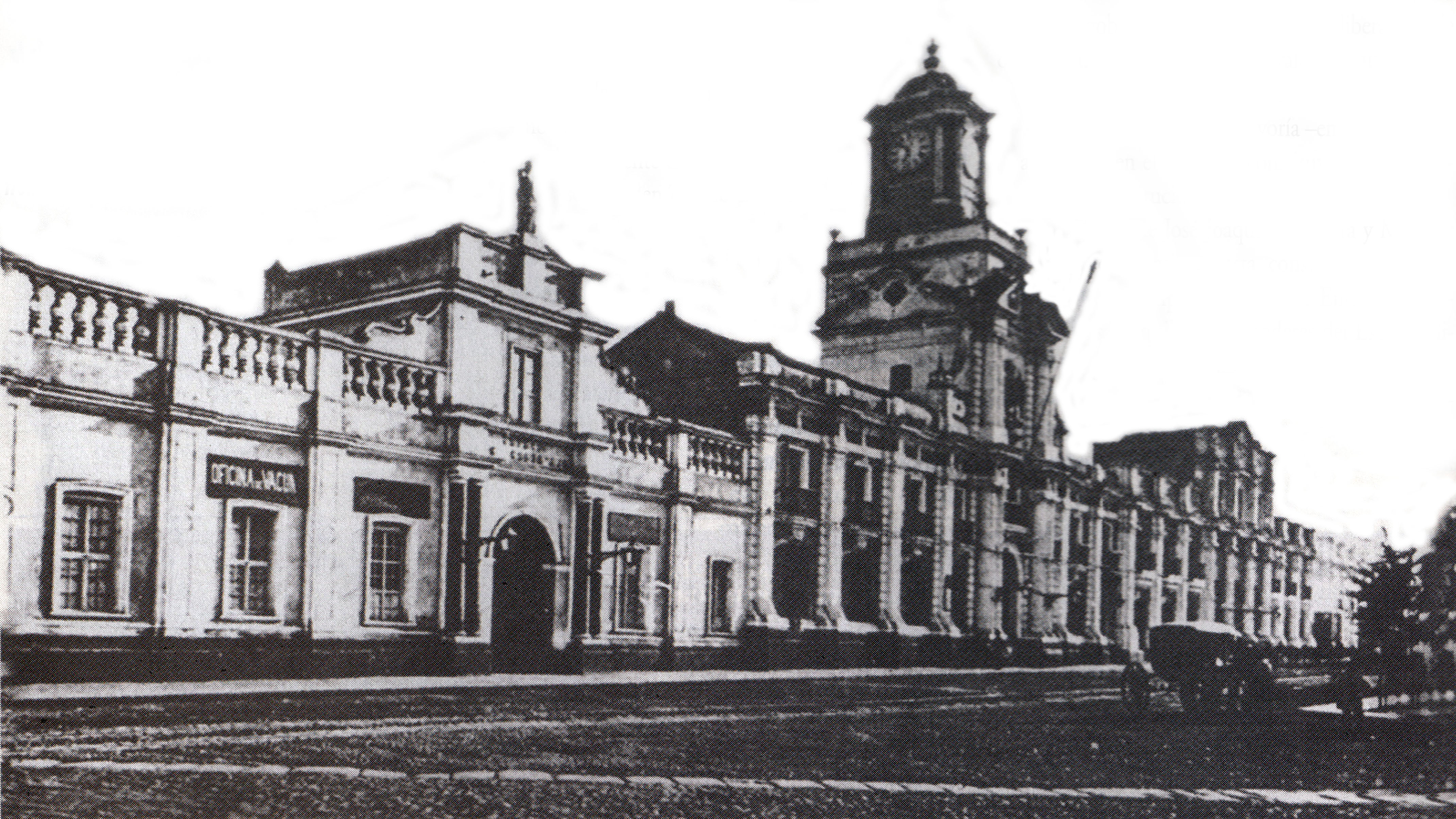
El antiguo Palacio Presidencial y el Palacio de la Real Audiencia y Cajas Reales en el.

El antiguo Palacio del Gobernador o de los Gobernadores fue edificado a comienzos del siglo XVIII, bajo el gobierno de Andrés de Ustáriz, quien encomendó la obra al entonces corregidor de Santiago, Antonio Matías Quint de Valdovinos. La obra fue concluida en el año 1715 y fue residencia del gobernador hasta el establecimiento de la República en 1820, momento a partir del cual el edificio pasó a funcionar como el Palacio Presidencial. En 1846, el gobierno del presidente Manuel Bulnes decidió trasladar la residencia de los mandatarios al Palacio de La Moneda, lugar que se mantiene como residencia hasta 1958.

### Correo Central

#### Primer edificio

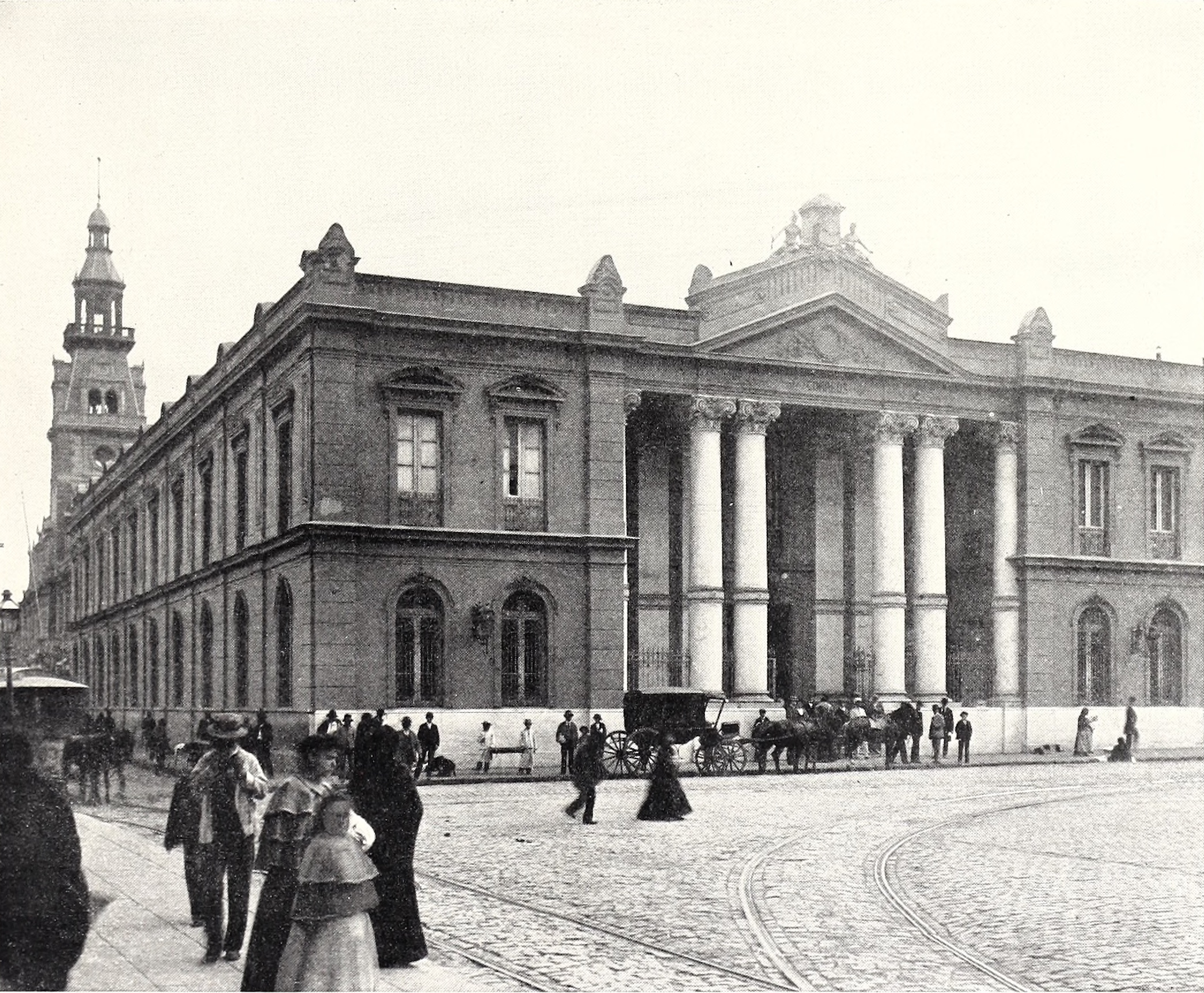
Vista del edificio en 1904, antes de su remodelación.

En 1881 un incendio destruyó gran parte del antiguo Palacio de los Gobernadores, lo que motivó la construcción del inmueble del Correo que actualmente se encuentra en el lugar. La construcción inició en 1882, y la obra fue realizada por el arquitecto Ricardo Brown, quien diseñó un edificio de estilo neoclásico sobre algunas bases y muros del antiguo Palacio. Su apariencia final fue muy distinta a la actual, pues tenía dos pisos y una fachada lisa de frontón triangular, con dos columnas a cada lado de su pórtico.

#### Edificio actual
El aspecto actual del edificio fue obra de Ramón Feherman, arquitecto del Ministerio de Obras Públicas quien se encargó en 1908, realizar los trabajos principalmente en la fachada del edificio. Además de modificar la fachada que da a la Plaza en estilos renacentista y neoclásico de influencia francesa, se agregó un piso de altura, una cúpula, una mansarda, y un techo vidriado sujeto por estructuras metálicas y se dejó el lado de la calle Puente intacto. El edificio fue declarado Monumento Histórico mediante el decreto supremo n.º 1290 del 30 de diciembre de 1976, promulgado durante la dictadura militar del general Augusto Pinochet.
Debido a los movimientos sísmicos y la intensa afluencia de público que recibe, las instalaciones del edificio se han visto deterioradas, haciendo necesarias ciertas restauraciones. Entre ellas se encuentra una que tuvo que ser realizada en 1993 en que se renovaron la pintura de las fachadas y patios interiores, la iluminación interior y se cambiaron los cielos por acrílicos. En el año 2000 se realizó una restauración después de un incendio ocurrido en la mansarda. En 2003 fue restaurada parte de su estructura, siendo reinaugurada el 30 de noviembre de dicho año. Debido al terremoto de 2010 el edificio no sufrió daños estructurales, sin embargo los muros interiores y los revestimientos sufrieron daños considerables en todo el edificio. Mediante el decreto ley n.° 38 del 21 de enero de 2013, promulgado bajo el primer gobierno del presidente Sebastián Piñera, se fijaron los límites que comprende el edificio actualmente.